# Donacesa
Donacesa är ett släkte av fjärilar. Donacesa ingår i familjen nattflyn.
Kladogram enligt Catalogue of Life:
| Donacesa | \| \| Donacesa miricornis \| \| \| \| \| \| Donacesa ochrogaster \| \| \| \| |
|          | \| \| Donacesa miricornis \| \| \| \| \| \| Donacesa ochrogaster \| \| \| \| |
|          | Donacesa miricornis                                                          |
|          |                                                                              |
|          | Donacesa ochrogaster                                                         |
|          |                                                                              |